# Autoritratto alla spinetta (Sofonisba Anguissola)
L'Autoritratto alla spinetta è un dipinto olio su tela (56,5×48 cm) di Sofonisba Anguissola databile 1555 ca. e conservato a Napoli, al Museo nazionale di Capodimonte.

## Storia
Questo dipinto si trovava nella raccolta del cardinale Fulvio Orsini che passò interamente, nell'anno 1600, nella collezione del cardinale Odoardo Farnese che fu duca di Parma. Grazie all'eredità Farnese, il dipinto arrivò ai Borboni di Napoli. Il cardinale Orsini possedeva quattro opere di Sofonisba Anguissola: un autoritratto, la Partita a scacchi ora a Poznań e due disegni: il Fanciullo morso da un gambero e la Vecchia che studia l'alfabeto ed è derisa da una bambina. La collezione Farnese fu prima ospitata al Palazzo reale di Napoli e nel 1838 fu trasferita al Museo di Capodimonte.
All'inizio del novecento questo quadro era considerato un ritratto di Sofonisba, dipinto da Annibale Carracci. Giovanni Morelli l'attribuì, nel 1890, all'Anguissola. Forse il nome dell'autrice e la data erano nella cornice cinquecentesca, poi perduta. Per la datazione e per lo stile questo quadro deve essere confrontato con Autoritratto di Sofonisba Anguissola che si trova oggi a Vienna, al Kunsthistorisches Museum. Sofonisba appare qui lievemente più adulta del ritratto di Vienna, ma indossa lo stesso abito e ha identica espressione. Caroli invece pensa che la donna ritratta sia Lucia Anguissola, sorella di Sofonisba, per la somiglianza della ragazza con quella della giovane di sinistra, nella partita a scacchi, dipinta da Sofonisba Anguissola e oggi conservata a Poznań, al Narodowe Muzeum.

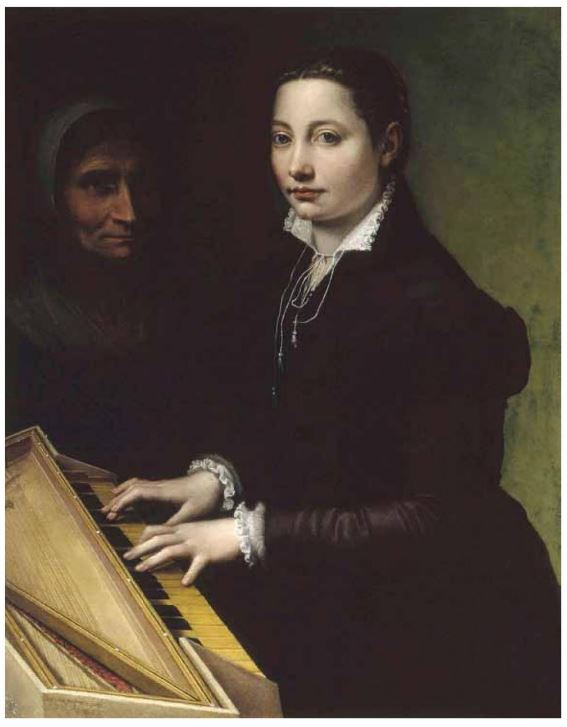
Sofonisba Anguissola - Autoritratto alla spinetta, con la nutrice

Un'altra versione di questo Autoritratto alla spinetta, datato 1559 ca., si trova nella Earl Spencer collection, nella tenuta di Althorp. La differenza più notevole è la presenza sullo sfondo del ritratto della vecchia servente, la stessa che appare nella Partita a scacchi del museo di Poznań.
Un Autoritratto alla spinetta fu dipinto da Catharina van Hemessen che arrivò alla corte spagnola nel 1556, chiamata da Maria d'Asburgo, sorella di Carlo V. Tre anni dopo arrivò a Madrid la Anguissola, come dama di compagnia della regina Elisabetta di Valois.